# МРК Пожаревац
Мушки рукометни клуб Пожаревац је рукометни клуб из Пожаревца, Србија. Клуб је основан 1957, а тренутно се такмичи у Првој лиги Србије, другом рангу такмичења.
Због смањена броја клубова у Суперлиги са 16 на 14 клубова, у сезони 2011/12. је уместо 2 у нижи ранг испало 4 клуба, а Пожаревац је поразом у последњем колу од директног конкурента ПКБ-а сезону завршило једно место испод црте и тако након две сезоне испало у нижи ранг.

## Новији резултати
| Сезона   | Ранг | Лига             | Позиција | ИГ | Д  | Н | П  | ГД  | ГП  | ГР   | Бод |
| -------- | ---- | ---------------- | -------- | -- | -- | - | -- | --- | --- | ---- | --- |
| 2009/10. | 2    | Прва лига Србије | 1.       | 26 | 21 | 1 | 4  | 745 | 623 | +122 | 43  |
| 2010/11. | 1    | Суперлига Србије | 10.      | 30 | 10 | 7 | 13 | 833 | 844 | -11  | 27  |
| 2011/12. | 1    | Суперлига Србије | 13.      | 30 | 11 | 2 | 17 | 756 | 782 | -26  | 24  |
| 2012/13. | 2    | Прва лига Србије | -        | -  | -  | - | -  | -   | -   | -    | -   |